# Покривники
Покривники (Tunicata, або Urochordata) — підтип хордових тварин. Вони поширені по всьому світу і населяють морське дно. Більшість видів у дорослому стані не здатні до активного пересування.
Тіло мішкоподібної форми, оточене оболонкою (тунікою, звідки назва) з туніцину, матеріалу, подібного до целюлози. Подібно до інших хордових тварин, покривники мають хорду протягом раннього ембріонального розвитку (а апендикулярії — і в дорослому стані), але не мають міомерної сегментації тіла і хвоста, характерної для дорослих особин. Також покривники не мають метанефрідієвих органів, подібних до нирок, а оригінальна целомічна порожнина тіла розвивається у перикардіальну порожнину і гонади. За винятком глотки, серця і гонад, органи оточені мембраною, що називається епікардієм, який оточує желеподібна мезенхіма. Примітною особливістю покривників є регулярна зміна напряму, в якому серце качає кров. Покривники починають життя з рухомих личинкових стадій, що нагадують пуголовка, пізніше розвиваючись у бочкоподібну нерухому дорослу форму.
Більшість покривників фільтрують мікроскопічну їжу з води, що вони роблять за допомогою двох отворів (сифонів), один для всмоктування води і планктону, інший для її виділення. Проте серед покривників є ї хижаки, такі як Megalodicopia hians.
Розмноження може проходити різними способами, у сальп воно може розрізнятися навіть серед поколінь, коли за безстатевим поколінням слідує двостатеве. Покривники часто утворюють колонії, особливо якщо розмножуються безстатевим шляхом.

## Філогенія покривників
За молекулярними даними, покривники є найближчими сучасними родичами хребетних. Клада, яку вони складають разом, отримала назву Olfactores.
Багато питань філогенії покривників ще не з'ясовано. Гіпотеза Дорна (теорія деградації) свідчить, що асцидії розвинулись шляхом дегенерації від хребетних, але є ряд вказівок, що певно суперечать цій гіпотезі:
1. слизовий жолобок на дні глотки — ендостиль, який є в покривників, являє собою орган захоплювання завислих у воді харчових часток (при пасивному живленні цих тварин, що безперервно проціджують воду через передній відділ кишечнику) і, звичайно, як спеціальне пристосування міг би розвинутись і вдруге. У хребетних є гомолог цього утвору: цей підзябровий жолобок відокремлюється від епітелію глотки і перетворюється у безпроточну щитоподібну залозу. Можливість зворотного переходу цілком виключається. Ніяка дегенерація не могла привести до того, щоб із відокремленої без проточної щитоподібної залози утворилась жолобоподібна заглибина, яка тягнеться вздовж дна глотки. Навпаки, використання залозистого епітелію ендостилю після втрати ним його функції в нижчих хордових, коли вони перейшли до активного захоплювання їжі, для внутрішньосекреторних функцій стає цілком природним і зрозумілим.

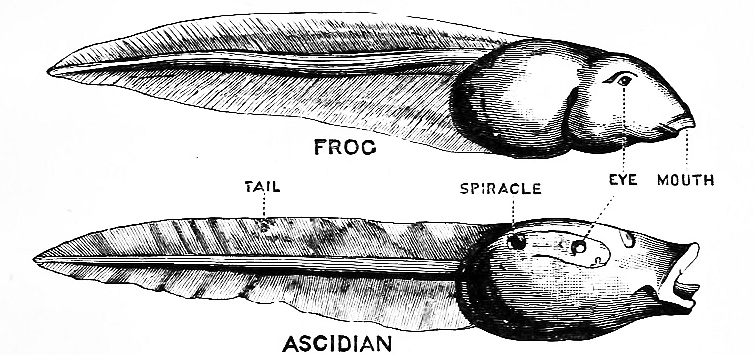

2. так само з точки зору теорії дегенерації незрозумілі і органи чуття личинки асцидій. Ці органи не можна звести до органів чуття хребетних — вони лежать всередині мозкового міхурця і своєю будовою цілком своєрідні. За теорією дегенерації органи чуття хребетних в асцидій та інших нижчих хордових редукувались. Проте, якщо вони зникли безслідно через непотрібність, то незрозуміло, чому ж розвинулись нові органи чуття в мозковому міхурці.

З точки зору протилежної теорії цілком зрозуміла заміна недосконалих органів личинки асцидій, які займали дуже невигідне положення всередині мозку, досконалішими органами, далеко доступнішими діянню подразників. Це було особливо важливо, якщо розміри тіла збільшувались і воно втрачало свою прозорість. Саме так розглядали походження покривників російські вчені О. О. Ковалевський і О. М. Сєверцов в 1886 р. Ними було встановлено, що розвиток асцидій подібний з розвитком ланцетника. Можна вважати, що покривники і інші хордові мали спільних предків. Предки покривників були вільноплаваючими і рухались за допомогою хвостового плавця. Вони мали розвинену хорду, але органи чуття личинок, інші за походженням і за будовою ніж у хребетних. Отже, незважаючи на безперечну наявність дегенеративних змін, що сталися в організмі покривників, ми в жодному разі не можемо йти так далеко щоб припускати їх походження шляхом дегенерації від хребетних. Звідси покривники становлять деградовану, у зв'язку із набуттям сидячого способу життя, бічну гілку головного стовбуру нижчих хордових тварин.